# Lac Blanc
Der Lac Blanc („Weißer See“) ist mit einer Größe von 29 Hektar der größte natürliche See auf der Ostseite der Vogesen im Département Haut-Rhin der Region Grand Est. Der eiszeitliche Gebirgssee liegt auf einer Höhe von 1052 m oberhalb von Orbey und Kaysersberg. Die maximale Tiefe des Sees beträgt 72 Meter.
Der Lac Blanc wird im Westen von der torfigen Hochebene der Hautes Chaumes begrenzt, die am Seeufer über 100 m steil zum Lac Blanc abfällt. Nördlich oberhalb des Sees befindet sich der Col du Calvaire mit dem nach dem See benannten Wintersportgebiet.
Am Südufer des Sees befindet sich ein Parkplatz mit Restaurant. Von hier beginnt der Aufstieg zu den Aussichtspunkten Rocher Hans und Observatoire Belmont.
Zusammen mit dem südlich gelegenen Lac Noir bildet der Lac Blanc ein Pumpspeicherkraftwerk. Mit Nachtstrom wird hierbei Wasser vom tiefer gelegenen Lac Noir („Schwarzer See“) in den Lac Blanc gepumpt und bei Spitzenbedarf vom Lac Blanc wieder abgerufen.